# Val de Jéret
Le val de Jéret est une vallée de la chaîne de montagnes des Pyrénées située administrativement dans la commune de Cauterets en Lavedan, dans le département français des Hautes-Pyrénées.

## Géographie

### Situation
Orientée sud-ouest–nord-est, la vallée s'étend sur environ 3,5 km avec une largeur moyenne de 2 km. Le val de Jéret est une petite vallée coincée entre la vallée d'Ilhéou à l’ouest, la vallée de Lutour à l’est et la vallée de Gaube au sud. Elle est comprise entre le lieu-dit La Raillère (à 1 033 m d'altitude au nord) et le Pont d'Espagne au sud, sur la commune de Cauterets.

### Topographie
La vallée est surplombée à l’ouest par le pic de Péguère (2 316 m) et à l’est par le soum de Peyre Lance (2 286 m) et le tuc de Hourmigas (2 047 m). La vallée  se trouve entre le massif de Cauterets et le massif du Vignemale.

### Hydrographie
Le val de Jéret est une petite vallée creusée par le gave de Jéret. La vallée est marquée de plusieurs importantes cascades : cascades de Boussès, du Pas de l'Ours, de Pouey Bacou, du Ceriset (ou Cerisey) et d'Escane-Gat.

### Faune et flore
La flore protégée (zone incluse dans le parc national des Pyrénées) y trouve des conditions propices à son développement. On trouve de nombreuses espèces endémiques qui sont des plantes de l'étage subalpin en sol acide. Les pins à crochets sont nombreux dans les massifs.

## Protection environnementale
La majeure partie de la vallée est située dans le parc national des Pyrénées.

## Économie

### Thermalisme
Au lieu-dit La Raillère, on trouve les thermes Les Griffons, spécialisés dans la rhumatologie alimenté par des sources d'eaux chaudes soufrées qui proviennent de deux forages de sources naturelles à une température comprise entre 45 et 60 °C.

## Voies de communication et transports
On accède à la vallée par la route du pont d'Espagne (RD920).

## Randonnée
Au départ de la Raillère, plusieurs randonnées de niveau facile sont accessibles :
- le chemin Prosper Demontzey où l’on peut trouver sa stèle hommage ;
- le chemin de la Reine Hortense ;
- la promenade de la Russe ;
- le sentier des Cascades ;
- le sentier de Péguère.